# ᅸ
ᅸ는 한글 낱자로, 주로 한자의 중국 현지음을 표기할 때 사용했다. ㅑ와 ㅗ를 연이어 내는 이중모음(-iao) 표기에 사용했을 것으로 추정된다.
현대 한국어 표기에는 쓰이지 않는다.
| 종류                  | 글자   | 유니코드 | HTML     |
| --------------------- | ------ | -------- | -------- |
| 한글 호환 자모 영역   | (없음) | (없음)   | (없음)   |
| 한글 자모 영역        | ᅟᅸ     | U+1178   | &#4472;  |
| 한양 사용자 정의 영역 |     | U+F80D   | &#63497; |
| 반각                  | (없음) | (없음)   | (없음)   |